# Encefalización
La encefalización es el proceso filogenético mediante el cual se produjo una acumulación de neuronas en la parte anterior del cuerpo de distintas especies de animales primitivas, adquiriendo estos núcleos capacidades organizativas y centralizando el procesamiento de la información del sistema nervioso. Esto daría lugar, a través de diversas etapas que se extienden a lo largo de miles de millones de años, a la configuración del encéfalo como lo conocemos actualmente en el clado Bilateria.

## Generalidades
Se trata de un concepto directamente relacionado con el grado de desarrollo y el tamaño/volumen o la masa del cerebro.
De encefalización derivan los conceptos de índice o cociente de encefalización y nivel de encefalización.

Relacionado con él, se diferencia del concepto de cefalización, que hace referencia al grado de diferenciación y desarrollo de la cabeza en los animales.
La distribución anteroposterior y dorsoventral del sistema nervioso central de todas las especies animales pertenecientes al clado Bilateria estudiadas hasta el momento está determinada por genes ortólogos, lo que apoya a la idea de que el proceso de encefalizacion obedece a un patrón general de regionalización del sistema nervioso central común a todos los animales con simetría bilateral.

## Antecedentes y desarrollo
Según apuntan los datos con que contamos actualmente, la neurona se origina a partir de tejidos epiteliales. Desde ahí, la evolución del sistema nervioso habrá de pasar por distintas fases:
- Formación de tejidos nerviosos: los primeros tejidos nerviosos consistían en redes neuronales difusas similares a las que poseen los actuales corales e hidras. Los impulsos nerviosos viajan en todas direcciones.

- Formación de ganglios: los ganglios son agrupaciones de neuronas que hacen posible la integración de la información y provee de direccionalidad a los impulsos nerviosos. Esto se traduce en una mayor eficiencia de las conductas. Los ganglios aparecen por primera vez en los anélidos primitivos, y se distribuyen por los metámeros.

- Los ganglios de la zona rostral adquieren protagonismo al estar situados en la parte del cuerpo que durante la locomoción tiene el primer contacto con el mundo exterior. Esto, al igual que los demás cambios evolutivos de los organismos, se produce a través del proceso de selección natural, siendo así que los organismos que despliegan conductas más eficientes tienen ventaja competitiva y por lo tanto es más probable que sobrevivan, haciendo que sus genes se perpetúen en su descendencia.

- Según demuestran los estudios embriológicos sobre el desarrollo del sistema nervioso, una mayor actividad es un factor de protección ante el proceso de poda o muerte neuronal, por lo que en aquellas zonas que despliegan una mayor actividad y desempeñan más funciones la mortandad celular será menor, con lo que esas estructuras aumentarán de tamaño. Es el caso del ganglio rostral, que adquiere las características de un protocerebro.

El proceso de encefalizacion adquirirá un desarrollo espectacular por primera vez en los artrópodos y en los moluscos, paralelo a la presencia de órganos de los sentidos con un grado de especialización elevado y de extremidades.
Los elementos del genoma de los anélidos que hacen posible este proceso están presentes en todo el clado Bilateria.